# Матбуха
Матбуха (араб. مطبوخة) — страва арабської кухні, що може вживатися як салат, дип чи основа для шакшуки). Популярна страва в країнах Магрибу та Ізраїлі, куди була завезена мігрантами з того регіону. Назва походить з арабської мови і означає "варений салат". Подається як закуска або частина мезе.

## Приготування
Велика кількість помідорів змішується з попередньо приготованими на грилі перцями та готується на малому вогні до майже однорідної маси на оливковій олії. Цукор, сіль, паприка та часник додаються до цієї маси під час приготування. Вважається, що добра матбуха має бути перчена та солодка.